# Alexander Labak
Alexander Labak (* 18. September 1962 in Wien) ist ein österreichischer Manager. Von Juli 2017 bis April 2019 war er Generaldirektor der Casinos Austria AG.

## Leben
Alexander Labak wuchs in Tirol auf. An der Wirtschaftsuniversität Wien studierte er Handelswissenschaften, das Studium schloss er 1986 als Magister ab. 1988 promovierte er an der Wirtschaftsuniversität zum Doktor der Handelswissenschaften. An der Wharton School der University of Pennsylvania absolvierte er 1990 eine Ausbildung zum Master of Business Administration.
Beruflich war er für verschiedene Unternehmen in Europa tätig, etwa von 1999 bis 2004 für die Deutsche Bank, wo er Mitglied des Aufsichtsrates der DB Privat- & Geschäftskunden AG war und von 2004 bis 2006 für Mastercard als Europapräsident. Am 1. Juni 2017 zog er in den Vorstand der Casinos Austria AG ein. Mit 1. Juli 2017 folgte er dort Karl Stoss als Generaldirektor nach und wurde Vorstandsvorsitzender der Österreichischen Lotterien. Labaks Vertrag läuft zunächst bis Ende 2019. Nach Leo Wallner (Generaldirektor von 1968 bis 2007) und Karl Stoss (Generaldirektor von 2007 bis 2017) ist er der dritte Generaldirektor in der Unternehmensgeschichte der Casinos Austria.
Im September 2018 teilte er dem Aufsichtsrat mit, dass er für eine Verlängerung seines Ende 2019 auslaufenden Vertrages nicht zur Verfügung stehe. Mit 1. Mai 2019 folgte ihm Bettina Glatz-Kremsner als Generaldirektorin der Casinos Austria nach, Labak schied aus dem Unternehmen aus.